# Erb
Erb (latino: Urbanus; inglese: Urban; 524 circa – 555 circa) fu sovrano del Gwent e del Glywysing.
Era figlio di Erbig, figlio di re Meurig. Non si sa nulla sulla sua vita, ma sembra essere stato l'ultimo sovrano di un grande Gwent unito. Infatti, sarebbe stato durante il suo regno che Cynan Garwyn del Pwys invase il Glywysing e il Gwent dopo aver conquistato il Brycheiniog. Tuttavia, i monaci di Llancarfan riuscirono a negoziare la pace. Dopo la morte di Erb (metà del VI secolo), il regno fu diviso tra i suoi figli: Nynnio divenne sovrano del Gwent e del Glywysing e Peibio dell'Ergyng.

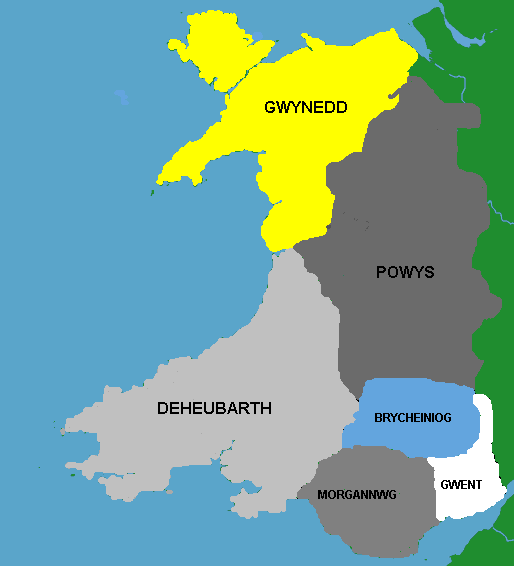
Regni medioevali del Galles.